# Charles Lee (politico)
Charles Lee (1º gennaio 1758 – 24 giugno 1815) è stato un politico e avvocato statunitense.

## Biografia
Fu il 3º procuratore generale degli Stati Uniti durante la presidenza di George Washington (1º presidente) prima e la presidenza di John Adams (2º presidente) poi.
I suoi genitori erano Henry Lee II (1730-1787) e Lucy (Grymes) Lee. Proveniva da una famiglia numerosa, si contavano 11 figli fra cui il futuro generale Henry Lee III e il futuro politico Richard Bland Lee. Studiò al College of New Jersey (che verrà poi ridenominata università di Princeton).
Sposò Anne Lee (1º dicembre 1770- 9 settembre 1804), una sua lontana parente, figlia di Richard Henry Lee nel 1789, la donna morì nel 1804. La coppia ebbe sei figli, anche se uno morì senza avere avuto un nome nel 1791:
- Anne Lucinda Lee (1790-1845)
- Richard Henry Lee (febbraio 1793-marzo 1793),
- Charles Henry Lee (nato nell'ottobre 1794),
- William Arthur Lee (nato nel settembre 1796),
- Alfred Lee (1799-1865).

Si sposò una seconda volta nel 1809 con Margaret Scott (1783-1843), la coppia ebbe 3 figli:
- Eden Robert Lee (1810-1843),
- Elizabeth Lee Gordon (1813-1813),
- Lee Alexander (1815-1815)

Morì nella contea di Fauquier.

## Ascendenza
|                     |                 |                        | Genitori                  |  |  | Nonni |  |  | Bisnonni          |  |  | Trisnonni         |  |
|                     |                 |                        |                           |  |  |       |  |  | 8. Richard Lee II |  |  | 16. Richard Lee I |  |
|                     |                 |                        |                           |  |  |       |  |  | 8. Richard Lee II |  |  | 16. Richard Lee I |  |
|                     |                 | 17. Anne Constable     |                           |  |  |       |  |  | 8. Richard Lee II |  |  |                   |  |
| 4. Henry Lee I      |                 |                        |                           |  |  |       |  |  | 8. Richard Lee II |  |  |                   |  |
|                     |                 | 9. Laetitia Corbin     | 18. Henry Corbin          |  |  |       |  |  |                   |  |  |                   |  |
|                     |                 | 9. Laetitia Corbin     | 18. Henry Corbin          |  |  |       |  |  |                   |  |  |                   |  |
|                     |                 | 9. Laetitia Corbin     | 19. Alice Burnham         |  |  |       |  |  |                   |  |  |                   |  |
| 2. Henry Lee II     |                 | 9. Laetitia Corbin     |                           |  |  |       |  |  |                   |  |  |                   |  |
|                     |                 | 10. Richard Bland      | 20. Theodorick Bland      |  |  |       |  |  |                   |  |  |                   |  |
|                     |                 | 10. Richard Bland      | 20. Theodorick Bland      |  |  |       |  |  |                   |  |  |                   |  |
|                     |                 | 10. Richard Bland      | 21. Anna Bennett          |  |  |       |  |  |                   |  |  |                   |  |
| 5. Mary Bland       |                 | 10. Richard Bland      |                           |  |  |       |  |  |                   |  |  |                   |  |
|                     |                 | 11. Elizabeth Randolph | 22. William Randolph      |  |  |       |  |  |                   |  |  |                   |  |
|                     |                 | 11. Elizabeth Randolph | 22. William Randolph      |  |  |       |  |  |                   |  |  |                   |  |
|                     |                 | 11. Elizabeth Randolph | 23. Mary Isham            |  |  |       |  |  |                   |  |  |                   |  |
| 1. Charles Lee      |                 | 11. Elizabeth Randolph |                           |  |  |       |  |  |                   |  |  |                   |  |
|                     | 12. John Grymes | 24. Charles Grymes     |                           |  |  |       |  |  |                   |  |  |                   |  |
|                     | 12. John Grymes | 24. Charles Grymes     |                           |  |  |       |  |  |                   |  |  |                   |  |
|                     | 12. John Grymes | 25. Catherine          |                           |  |  |       |  |  |                   |  |  |                   |  |
| 6. Charles Grymes   | 12. John Grymes |                        |                           |  |  |       |  |  |                   |  |  |                   |  |
|                     |                 | 13. Alice Townley      | 26. Lawrence Townley      |  |  |       |  |  |                   |  |  |                   |  |
|                     |                 | 13. Alice Townley      | 26. Lawrence Townley      |  |  |       |  |  |                   |  |  |                   |  |
|                     |                 | 13. Alice Townley      | 27. Sarah Warner          |  |  |       |  |  |                   |  |  |                   |  |
| 3. Lucy Grymes      |                 | 13. Alice Townley      |                           |  |  |       |  |  |                   |  |  |                   |  |
|                     |                 | 14. Edmund Jenings     | 28. Edmund Jennings       |  |  |       |  |  |                   |  |  |                   |  |
|                     |                 | 14. Edmund Jenings     | 28. Edmund Jennings       |  |  |       |  |  |                   |  |  |                   |  |
|                     |                 | 14. Edmund Jenings     | 29. Margaret Barkham      |  |  |       |  |  |                   |  |  |                   |  |
| 7. Frances Jennings |                 | 14. Edmund Jenings     |                           |  |  |       |  |  |                   |  |  |                   |  |
|                     |                 | 15. Frances Corbin     | 30. Henry Corbin (= 18.)  |  |  |       |  |  |                   |  |  |                   |  |
|                     |                 | 15. Frances Corbin     | 30. Henry Corbin (= 18.)  |  |  |       |  |  |                   |  |  |                   |  |
|                     |                 | 15. Frances Corbin     | 31. Alice Burnham (= 19.) |  |  |       |  |  |                   |  |  |                   |  |
|                     |                 | 15. Frances Corbin     |                           |  |  |       |  |  |                   |  |  |                   |  |